# Euploea eboraci
Euploea eboraci là một loài bướm giáp thuộc phân họ Danainae. Đây là loài đặc hữu của Papua New Guinea.